# Gimont
Gimont település Franciaországban, Gers megyében. Lakosainak száma 3110 fő (2022. január 1.). Gimont Escornebœuf, Aubiet, Giscaro, Juilles, Maurens, Monferran-Savès és Montiron községekkel határos.

## Népesség
A település népességének változása:
| Lakosok száma | 2878 | 2950 | 2819 | 2834 | 2871 | 2973 | 3032 | 3016 | 3008 | 3110 |
|               | 1968 | 1982 | 1990 | 2006 | 2013 | 2015 | 2017 | 2019 | 2020 | 2022 |